# Sonia Furstenau
Sonia Furstenau, née le 8 juin 1970 à Edmonton, est une femme politique canadienne, membre du Parti vert de la Colombie-Britannique. 
Elle représente la circonscription électorale de Cowichan Valley, sur l'île de Vancouver, à l'Assemblée législative de la Colombie-Britannique de 2017 à 2024 et elle est à la tête du Parti vert de la Colombie-Britannique depuis le 14 septembre 2020. 

## Biographie
Née le 8 juin 1970 à Edmonton, Sonia Furstenau grandit à Edmonton et s'installe en Colombie-Britannique à l'âge de 20 ans.  
Elle fait ses études à l'Université de Victoria, où elle obtient un baccalauréat et une maîtrise en histoire ainsi qu'un baccalauréat en éducation.  
Avant d'être élue députée provinciale, elle est élue au district régional de Cowichan Valley. Elle est, tour à tour, serveuse, aide-comptable, professeure d’histoire dans l'enseignement secondaire, professeure d'anglais et de théorie de la connaissance, et administratrice de l'organisme de lutte contre l'extrême pauvreté Results Canada.  
Elle milite pendant plusieurs années pour protéger l'eau du bassin versant dans le secteur de Shawnigan Lake.  
Sonia Furstenau vit dans la circonscription de Cowichan Valley, qu'elle représente de 2017 à 2024.  
Elle maîtrise le français. 